# Thomas Wilson Brown
Thomas Wilson Brown (Lusk, 27 dicembre 1972) è un attore statunitense.

## Biografia
Orfano di entrambi i genitori, morti di cancro, è sposato ed ha dei figli. Ha iniziato l'attività nel 1985 ed è conosciuto per aver interpretato il film Tesoro, mi si sono ristretti i ragazzi e per la partecipazione alle serie televisive California e Walker Texas Ranger.

## Filmografia parziale

### Cinema
- Silverado, regia di Lawrence Kasdan (1985)
- Tesoro, mi si sono ristretti i ragazzi (Honey, I Shrunk the Kids), regia di Joe Johnston (1989)
- Roxy - Il ritorno di una stella (Welcome Home, Roxy Carmichael), regia di Jim Abrahams (1990)

### Televisione
- California (Knots Landing) – serie TV, 26 episodi (1990-1991)
- Beverly Hills 90210 – serie TV, 1 episodio (1993)
- Walker Texas Ranger – serie TV, 1 episodio (1998)
- E.R. - Medici in prima linea (ER) – serie TV, 1 episodio (2002)